# Březová (district de Karlovy Vary)
Pour les articles homonymes, voir Březová.
Březová (en allemand : Pirkenhammer) est une commune du district de Karlovy Vary, dans la région de Karlovy Vary, en République tchèque. Sa population s'élevait à 694 habitants en 2024.

## Géographie
Březová est arrosée par la rivière Teplá et se trouve à 4 km au sud de Karlovy Vary et à 129 km à l'est de Prague.
La commune est limitée par Karlovy Vary au nord et à l'est, par Kolová et Stanovice au sud, et par Loket à l'ouest.

## Galerie

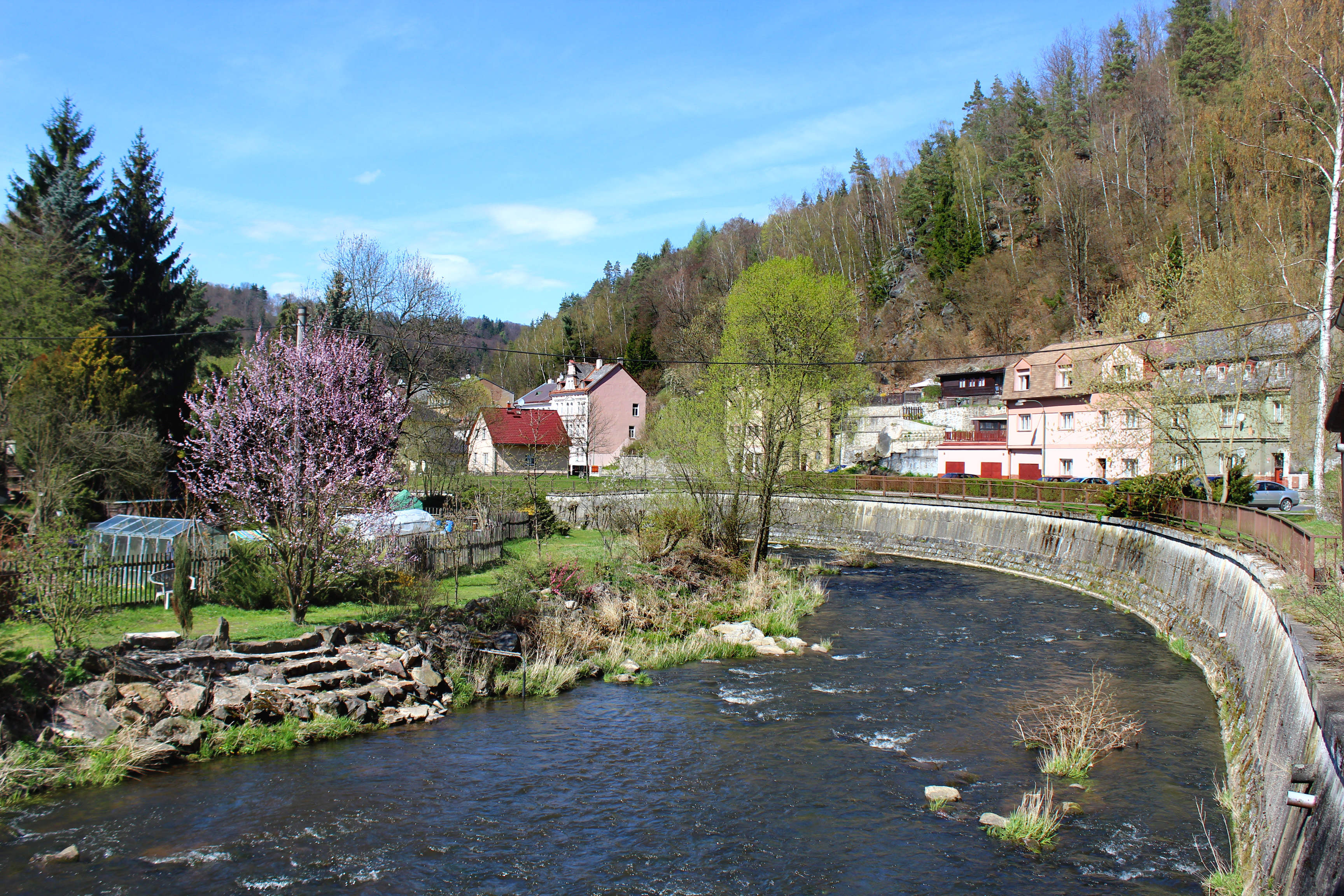
La rivière Teplá à Březová.
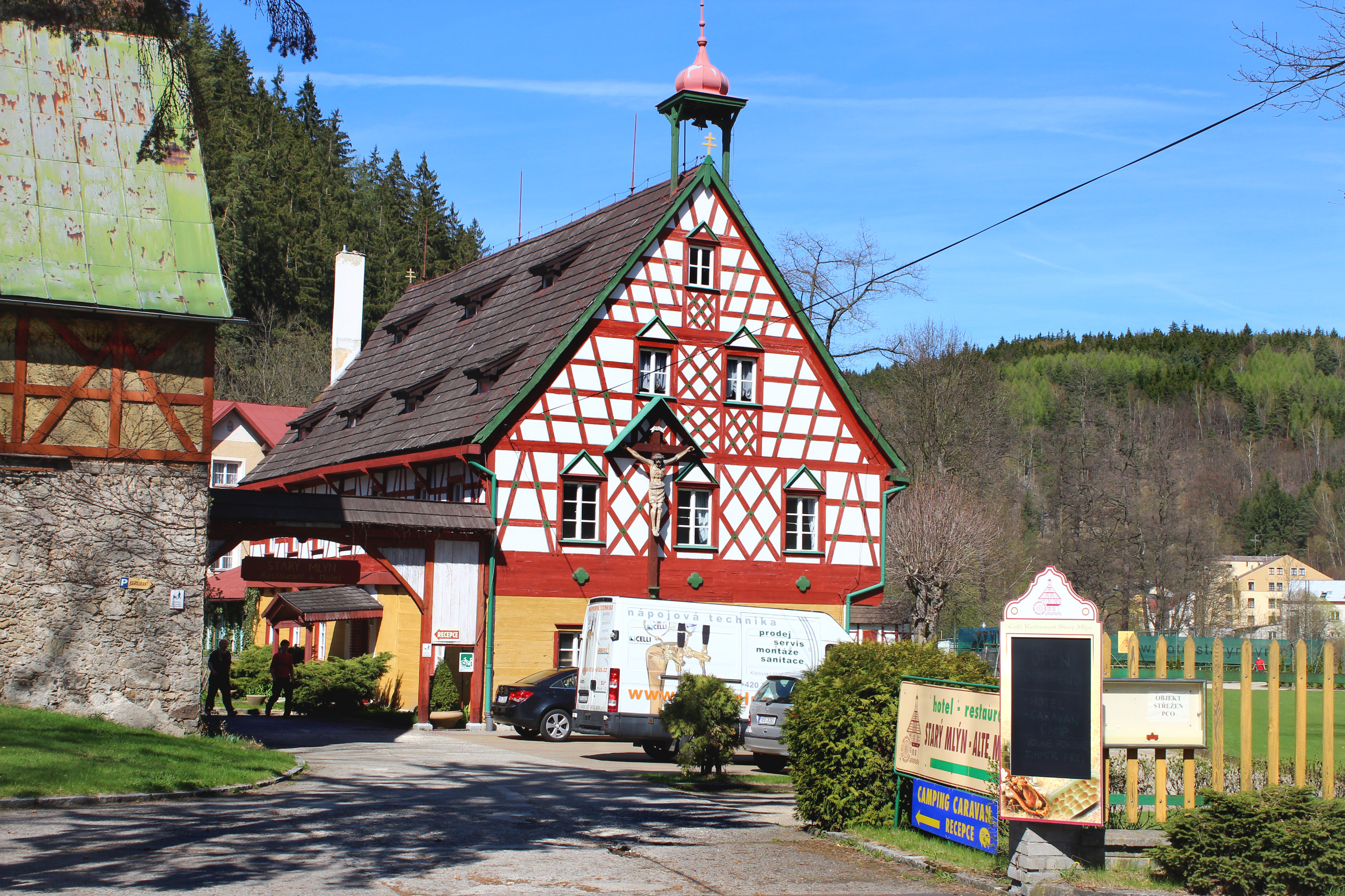
L'hôtel du Vieux Moulin.

## Histoire
La première mention écrite de la localité date de 1543.